# Wioślarstwo na Letnich Igrzyskach Olimpijskich 1912
Wioślarstwo na Letnich Igrzyskach Olimpijskich 1912 w Sztokholmie rozgrywane było w dniach 17–19 lipca 1912 r. Zawody odbyły się na zatoce Djurgårdsbrunnsviken.

## Medaliści
| Konkurencja                                              | Złoto | Srebro | Brąz |
| Jedynka                                                  | Wielka Brytania · Wally Kinnear | Belgia · Polydore Veirman | Kanada · Everard Butler Imperium Rosyjskie · Mart Kuusik |
| Czwórka ze sternikiem                                    | Cesarstwo Niemieckie Ludwigshafener RudervereinAlbert Arnheiter Hermann Wilker Rudolf Fickeisen Otto Fickeisen Otto Maier                                                         | Wielka Brytania · Thames Rowing ClubJulius Beresford · Karl Vernon · Charles Rought · Bruce Logan · Geoffrey Carr                                                                                 | Dania · PolytekniskErik Bisgaard · Rasmus Frandsen · Mikael Simonsen · Poul Thymann · Ejgil Clemmensen · Norwegia · Kristiania RoklubMathias Torstensen · Henry Larsen · Theodor Klem · Haakon Tønsager · Ejnar Tønsager |
| Czwórka ze sternikiem – łodzie z wewnętrznymi odsadniami | Dania · Nykjøbings paa FalsterEjler Allert · Jørgen Hansen · Carl Møller · Carl Pedersen · Poul Hartmann                                                                          | Szwecja · Roddklubben af 1912Ture Rosvall · William Bruhn-Möller · Conrad Brunkman · Herman Dahlbäck · Leo Wilkens                                                                                | Norwegia · OrmsundClaus Høyer · Reidar Holter · Magnus Herseth · Frithjof Olstad · Olav Bjørnstad |
| Ósemka                                                   | Wielka Brytania · Leander ClubEdgar Burgess · Sidney Swann · Leslie Wormald · Ewart Horsfall · James Angus Gillan · Stanley Garton · Alister Kirby · Philip Fleming · Henry Wells | Wielka Brytania · New College, OxfordWilliam Fison · William Parker · Thomas Gillespie · Beaufort Burdekin · Frederick Pitman · Arthur Wiggins · Charles Littlejohn · Robert Bourne · John Walker | Cesarstwo Niemieckie BerlinOtto Liebing Max Bröske Max Vetter Willi Bartholomae Fritz Bartholomae Werner Dehn Rudolf Reichelt Hans Matthiae Kurt Runge                                                                   |

## Kraje uczestniczące
W zawodach wzięło udział 185(*) wioślarzy z 14 krajów:
| - Australazja (Australia i Nowa Zelandia) (10) - Austria (6) - Belgia (6) - Czechy (1) - Dania (15) - Finlandia (6) - Francja (17) - Kanada (10) - Cesarstwo Niemieckie (26)(*) - Norwegia (24) - Rosja (1) - Szwecja (28) - Węgry (11) - Wielka Brytania (24) |

(*) UWAGA: Liczono dwóch sterników niemieckiej czwórki.

## Klasyfikacja medalowa
| Lp. | Państwo              |   |   |   | Razem |
| --- | -------------------- | - | - | - | ----- |
| 1.  | Wielka Brytania      | 2 | 2 | 0 | 4     |
| 2.  | Dania                | 1 | 0 | 1 | 2     |
| 2.  | Cesarstwo Niemieckie | 1 | 0 | 1 | 2     |
| 4.  | Belgia               | 0 | 1 | 0 | 1     |
| 4.  | Szwecja              | 0 | 1 | 0 | 1     |
| 6.  | Norwegia             | 0 | 0 | 2 | 2     |
| 7.  | Kanada               | 0 | 0 | 1 | 1     |
| 7.  | Imperium Rosyjskie   | 0 | 0 | 1 | 1     |